# Чумичев Микола Семенович
Мико́ла Семе́нович Чумичев (25 листопада 1905 , Ростов-на-Дону, Область Війська Донського  — 1973 ) — український радянський господарський діяч. Депутат Верховної Ради УРСР 1-го скликання.

## Біографія
Народився 25 листопада 1905 року в родині робітника-кочегара в місті Ростов-на-Дону. У 1919 році закінчив початкове чотирикласне училище. Трудову діяльність розпочав у п'ятнадцятирічному віці електромонтером електростанції ДонГЕС.
Член ВКП(б) з травня 1924 року.
У 1930 році був направлений на навчання в Ростовський інститут шляхів сполучення. Проте незабаром був переведений у недавно організований Бежицький машинобудівний інститут. Але в цьому навчальному закладі не готували інженерів паровозобудування, і Чумичев з товаришами домагається переводу після закінчення другого курсу в Московський механіко-машинобудівний інститут імені Баумана.
У 1935 закінчив Московський механіко-машинобудівний інститут імені Баумана. З 1935 року працював на Ворошиловградському паровозобудівному заводі імені Жовтневої революції інженером-механіком, начальником зміни новокотельного цеху.
З березня 1937 року працював заступником начальника новокотельного цеху. У квітні 1937 року був вибраний членом заводського партійного комітету. У серпні 1937 року кандидатура Чумичева була запропонована для затвердження на посаду головного інженера заводу. 15 серпня 1937 року був підписаний наказ про призначення Чумичева виконувачем обов'язків директора заводу. Всього через два тижні, 31 серпня 1937 року, він був призначений директором Ворошиловградського паровозобудівного заводу.
26 червня 1938 року був обраний депутатом Верховної Ради УРСР 1-го скликання від Ворошиловградсько-Жовтневої виборчої округи Ворошиловградської області.
22 вересня 1938 року заарештований і звинувачений у шпигунстві та диверсійній роботі, гальмуванні виробництва. 26 вересня 1938 року на бюро Ворошиловградського міськкому КП(б)У було прийнято рішення «як ворога народу, репресованого органами НКВС, Чумичева М. С. зі складу членів бюро і складу пленуму міського партійного комітету вивести і виключити з членів партії». І це всупереч тому, що керований ним завод перевиконував виробничу програму, передусім по основному виду продукції — паровозах. У закінченні зізнання М. С. Чумичев написав слова: «Усі мої свідчення — чекістська вигадка й наклеп на себе». Чекісти прогледіли цю дописку. Військовий трибунал змушений повернути підслідчого чекістам для проведення експертизи. Здійснена перевірка звинувачувального висновку допомогла Миколі Семеновичу Чумичеву звільнитися.
18 березня 1940 року Микола Семенович Чумичев був звільнений постановою Військового прокурора Харківського військового округу.
У 1941—1948 роках — Директор Красноярського паровозобудівного заводу «Червоний профінтерн» (Брянський машинобудівний завод, під час Великої Вітчизняної війни був евакуйований в Красноярськ).
У 1948—1951 pоках — директор Уральського заводу важкого машинобудування («Уралмашу»).
У 1951—1957 роках очолював Південний турбінний завод у місті Миколаєві.
Помер в 1973 році.